# Gottfried Vollmer (Schauspieler)

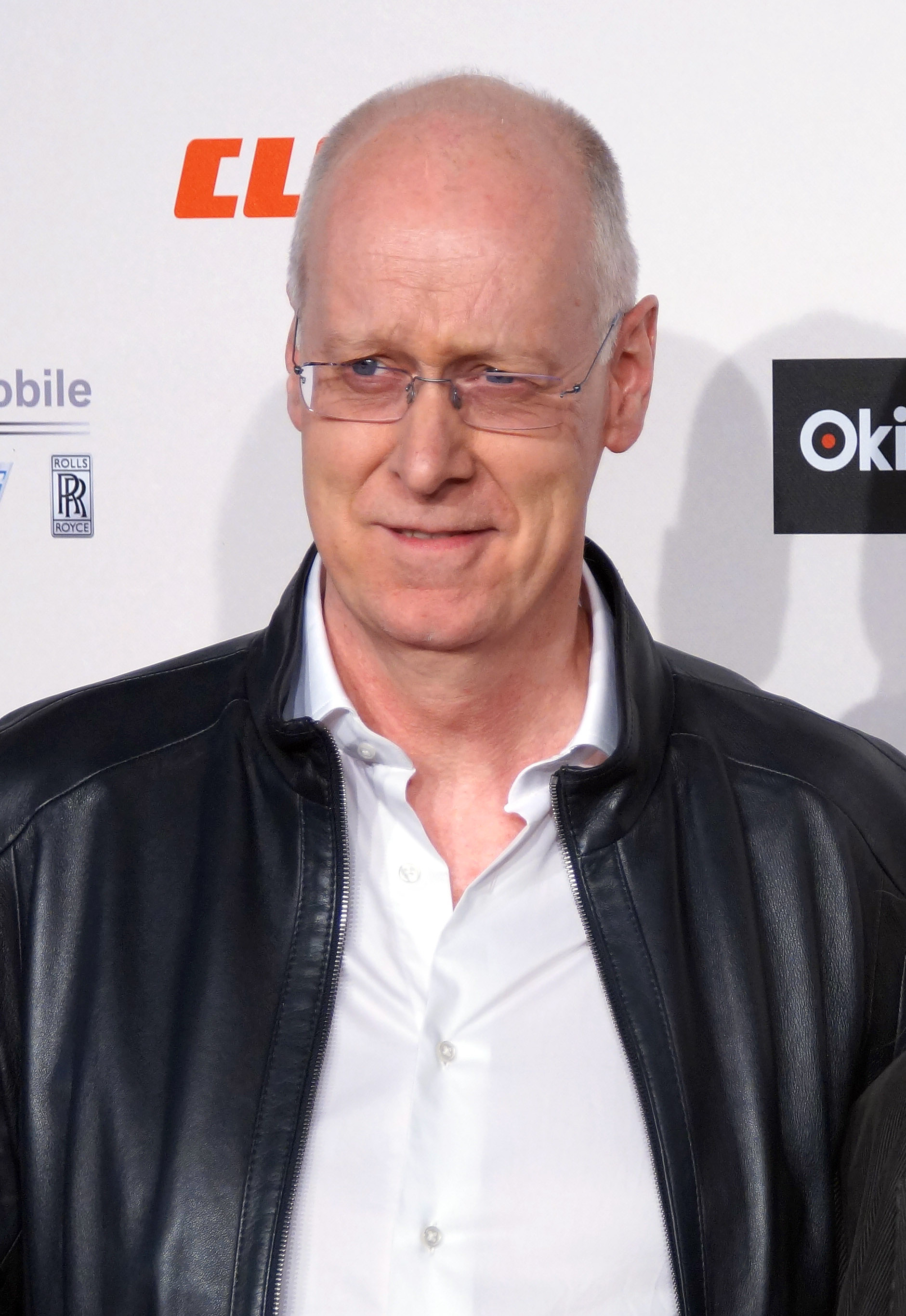
Gottfried Vollmer (2016)

Gottfried Vollmer (* 7. Juli 1953 in Göttingen) ist ein deutscher Schauspieler und Lehrer für Meditationstechniken.

## Leben und Karriere
Gottfried Vollmer erlernte das Schauspielhandwerk an der Hochschule der Künste in Berlin. 1979 hatte er seine erste Hauptrolle in der ARD-Serie Parole Chicago an der Seite von Christoph Waltz. Größere Bekanntheit erlangte er 1984 in der Sitcom Büro, Büro sowie 1993 in der Komödie Kein Pardon von und mit Hape Kerkeling. Vollmer spielte in zahlreichen Fernseh- und Kinoproduktionen mit, ist jedoch besonders durch seine Auftritte in Fernsehserien bekannt. Eine seiner bekanntesten Rollen war die des Polizeikommissars Dieter Bonrath in der Action-Serie Alarm für Cobra 11, die er – bis zu seinem Serientod – 18 Jahre lang verkörperte. Vollmer nimmt auch Theaterengagements an, so trat er beispielsweise an der Freien Volksbühne und im Theater zum westlichen Stadthirschen in Berlin auf.

## Persönliches
Aus der Verbindung Vollmers mit der Schauspielkollegin Adele Landauer ging die gemeinsame Tochter Marlene Landauer (* 1985), die ebenfalls als Schauspielerin sowie als Model tätig ist. Das Paar heiratete zwei Jahre nach der Geburt der Tochter und hat sich später wieder scheiden lassen. Vollmer betreibt eine eigene Meditationsschule und gilt als Experte für Transzendentale Meditation.  Gottfried Vollmer lebt in Berlin.

## Filmografie (Auswahl)
- 1979: Parole Chicago (13 Folgen)
- 1981: Sei zärtlich, Pinguin
- 1982: Büro, Büro
- 1982: Der Zauberberg
- 1986: Detektivbüro Roth (Folge: Das stinkt dem Schnüffler)
- 1993: Kein Pardon
- 1993: Freunde fürs Leben (Folge: April, April)
- 1993: Stich ins Herz
- 1995: Zwei zum Verlieben (Folge: Katja, Renate, Pauline)
- 1994–1996: Immer im Einsatz – Die Notärztin
- 1996: Willi und die Windzors
- 1996: Mit einem Bein im Grab (Folge: Schlange auf Abwegen)
- 1996: Alles wegen Robert De Niro
- 1997–2015: Alarm für Cobra 11 – Die Autobahnpolizei (260 Folgen)
- 1999: Gisbert
- 1999: Großstadtrevier (Folge: Unter einem Dach)
- 2000: Balko (Folge: Die Schlangenfarm)
- 2000: Nie mehr zweite Liga
- 2000: Scheidung auf Rädern
- 2000: Tatort (Folge: Der schwarze Skorpion)
- 2000: Stundenhotel
- 2001–2009: Mein Leben & Ich
- 2001: Streit um drei (eine Folge)
- 2002: Fickende Fische
- 2002: Edgar Wallace – Das Schloss des Grauens
- 2002–2003: Der Tod ist kein Beinbruch
- 2003: Körner und Köter (Folge: Vier Pfoten für ein Halleluja)
- 2004: Der letzte Zeuge (Folge: Der grüne Diamant)
- 2007: Moppel-Ich
- 2007: Schloss Einstein (Folge 435–436, als Reiterhofbesitzer Girke)
- 2007–2009: Küstenwache (Folgen: Haffpiraten; Pakt mit dem Teufel)
- 2007–2010: SOKO Köln (Folgen: Schluss mit lustig; Ein Bund fürs Leben)
- 2008: Pfarrer Braun (Folge: Die Gärten des Rabbiners)
- 2008: Plötzlich Papa – Einspruch abgelehnt! (Folge: Sex und Tsatsiki)
- 2010: Tag der Deutschen Einheit
- 2011: Großstadtrevier (Folge: Peanuts)
- 2011: Danni Lowinski (Folge: Endstation)
- 2011: Wilsberg – Im Namen der Rosi
- 2012: Auf dem Land
- 2016: Familie Dr. Kleist (Folge: Gegen die Zeit)
- 2018:  Kroymann (Satiresendung, 1 Folge)
- 2022: Nord bei Nordwest – Wilde Hunde (Fernsehreihe)